# Yuki Kobayashi
Yuki Kobayashi (小林 祐希 Kobayashi Yūki?,  Higashimurayama, Tokio, 24 de abril de 1992) es un futbolista japonés que juega como centrocampista en el Iwate Grulla Morioka de la Japan Football League.
Jugó ocho veces para la selección de fútbol de Japón entre 2016 y 2019.

## Trayectoria

### Clubes
| Club                       | País          | Año       |
| -------------------------- | ------------- | --------- |
| Tokyo Verdy                | Japón         | 2010-2012 |
| Júbilo Iwata               | Japón         | 2012-2016 |
| S. C. Heerenveen           | Países Bajos  | 2016-2019 |
| Waasland-Beveren           | Bélgica       | 2019-2020 |
| Al-Khor S. C.              | Catar         | 2020-2021 |
| Seoul E-Land F. C.         | Corea del Sur | 2021      |
| Gangwon F. C.              | Corea del Sur | 2022      |
| Vissel Kobe                | Japón         | 2022      |
| Hokkaido Consadole Sapporo | Japón         | 2023-2024 |
| Iwate Grulla Morioka       | Japón         | 2025-     |

### Selección nacional
| Selección | País  | Año       |
| --------- | ----- | --------- |
| Absoluta  | Japón | 2016-2019 |

## Estadística de equipo nacional
| Selección de Japón | Selección de Japón | Selección de Japón |
| Año                | Part.              | Goles              |
| ------------------ | ------------------ | ------------------ |
| 2016               | 2                  | 1                  |
| 2017               | 2                  | 0                  |
| 2019               | 4                  | 0                  |
| Total              | 8                  | 1                  |